# Richard C. Casey
Richard Conway Casey (19 de enero de 1933 - 22 de marzo de 2007) fue un juez de distrito de los Estados Unidos del Tribunal de Distrito de los Estados Unidos para el Distrito Sur de Nueva York. Casey adquirió notoriedad nacional por sus inusuales circunstancias personales -durante sus años en el banquillo, fue completamente ciego- y por su agresivo interrogatorio durante un juicio celebrado en 2004 en el que se consideraba la constitucionalidad de la Ley de Prohibición del Aborto en Etapas Tardías de Gestación del 2003. Falleció el 22 de marzo de 2007.

## Primeros años
Casey nació el 19 de enero de 1933 en Ithaca, Nueva York. Se licenció en Ciencias por el College of the Holy Cross en 1955, y en Derecho por el Georgetown University Law Center en 1958. En Georgetown, Casey estuvo especialmente influenciado por el destacado abogado Edward Bennett Williams.
Después de estudiar derecho, Casey trabajó como investigador legal para el Fiscal de distrito del Condado de Nueva York antes de convertirse en asistente del fiscal para el Distrito Sur de Nueva York (1959-1963). De 1963 a 1964, fue abogado de la Comisión Especial del Estado de Nueva York, donde ayudó a enjuiciar casos de corrupción pública. Desde 1964 hasta su nombramiento en 1997, Casey trabajó en el bufete de abogados Brown & Wood de la ciudad de Nueva York.
Estuvo en el Cuerpo de Entrenamiento de Oficiales de la Reserva Naval mientras estudiaba en el College of Holy Cross. A continuación, se alistó en el Ejército de los Estados Unidos (1958 y 1961-1962) y en la Guardia Nacional del Ejército de Nueva York (1958-61). Realizó el entrenamiento básico en Fort Dix, Nueva Jersey, como soldado raso y luego sirvió en la Guardia Nacional de Nueva York en el 142º Batallón de Tanques en Freeport, Nueva York.

## Servicio judicial federal
Casey fue Juez de Distrito de los Estados Unidos del Tribunal de Distrito de los Estados Unidos para el Distrito Sur de Nueva York. Casey fue nominado por el presidente Bill Clinton el 16 de julio de 1997, para un puesto vacante por Charles S. Haight, Jr.. Fue confirmado por el Senado de los Estados Unidos el 21 de octubre de 1997, y recibió su nombramiento el 24 de octubre de 1997. El servicio de Casey finalizó el 22 de marzo de 2007, debido a su fallecimiento.

## Ceguera
En 1964, Casey fue diagnosticado de retinosis pigmentaria. Su estado empeoró hasta convertirse en ceguera total en 1987. Su ceguera no parece haber frenado su carrera ni su ambición personal. En su audiencia de confirmación en el Senado, Casey expresó su confianza en su capacidad para juzgar eficazmente la credibilidad de los testigos a pesar de su pérdida de visión. Utilizó un perro guía en el tribunal, y fue asistido por ordenadores que leían documentos en voz alta.
De confesión Católica, Casey luchó inicialmente contra su ceguera y se inspiró en una peregrinación al Santuario de Nuestra Señora de Lourdes. En 1999, Casey viajó a Roma para conocer al Papa Juan Pablo II y aceptar la Medalla Beato Hyacinth Cormier, O.P., por su "destacado liderazgo en la promoción de los valores evangélicos en el campo de la justicia y la ética".

## Casos notables
Casey sentenció al jefe de la familia criminal Gambino Peter Gotti a 25 años de prisión el 28 de julio de 2005, siete meses después de que un jurado federal declarara a Gotti culpable de conspirar para asesinar al informante del gobierno y ex subjefe de los Gambino Sammy Gravano. Gotti había sido condenado anteriormente por el juez del Tribunal de Distrito de los Estados Unidos para el Distrito Este de Nueva York Frederic Block por blanqueo de dinero y crimen organizado.

### NAF contra Ashcroft
Casey presidió uno de los tres recursos de inconstitucionalidad contra la Ley de Prohibición del Aborto en Etapas Tardías de Gestación del 2003, Caso: National Abortion Federation v. Ashcroft. Una coalición liderada por la NAF argumentó que la ley era inconstitucional en virtud de la decisión del Tribunal Supremo del 2000 en el caso Stenberg contra Carhart' porque la ley excluía explícitamente una "excepción sanitaria". La administración Bush argumentó que los tribunales debían remitirse a la conclusión de hecho del Congreso de que este procedimiento concreto de aborto nunca es médicamente necesario para proteger la salud de la madre
Casey otorgó una medida temporal prohibiendo el cumplimiento de la ley el 6 de noviembre de 2003, el día siguiente que fuera promulgada como ley. El juicio empezó el 29 de marzo del 2004 y duró 16 días. 
Casey fue destacado durante el juicio por sus interrogatorios agresivos. Preguntaba repetidamente a los testigos, principalmente médicos abortistas, acerca de la posibilidad de que los fetos sintieran dolor durante los abortos y si las pacientes eran verdaderamente informados de esea posibilidad. Por ejemplo, el siguiente es un fragmento del interrogatorio realizado al Dr. Timothy Johnson:

LA CORTE: Cuando describe las posibilidades disponibles a una mujer, ¿Usted describe en detalle lo que implica el procedimiento?

EL TESTIGO: Toda vez que yo no hago ese procedimiento no podría describirlo.

LA CORTE: ¿Alguna vez participó con otro doctor describiendo el procedimiento a una mujer que consideraba ese tipo de aborto?

EL TESTIGO: Si. Y la descripción sería, pienso, descriptiva de lo que iría a pasar.

LA CORTE: ¿Incluyendo aspirar el cerebro de dentro del craneo?

EL TESTIGO: No creo que él usaría esos términos. Creo que probablemente usaría un término como "descompresión del cráneo" o "reducción de los contenidos del cráneo".

LA CORTE: ¿Lo hacían bonito y apetecible para que no pudieran entender de qué se trataba?
Interrogatorio entre el juez  Richard Casey y el Dr. Timothy JohnsonNAF v. Ashcroft trial transcript, pp. 514-515.

El 26 de agosto de 2004, Casey dictó una sentencia declarando inconstitucional la Ley de Prohibición del Aborto en Etapas Tardías de Gestación, en deferencia al precedente del Tribunal Supremo, pero también condenando el procedimiento como "horripilante, brutal, bárbaro e incivilizado".
La administración Bush recurrió ante el Tribunal de Apelaciones del Segundo Circuito, que confirmó la sentencia. En un caso relacionado, Gonzales contra Carhart, el Tribunal Supremo revocó una decisión similar del Tribunal de Apelaciones del Octavo Circuito y confirmó la constitucionalidad de la Ley federal de Prohibición del Aborto en Etapas Terminales de Gestación, al menos en una impugnación facial.